# Chrystologia

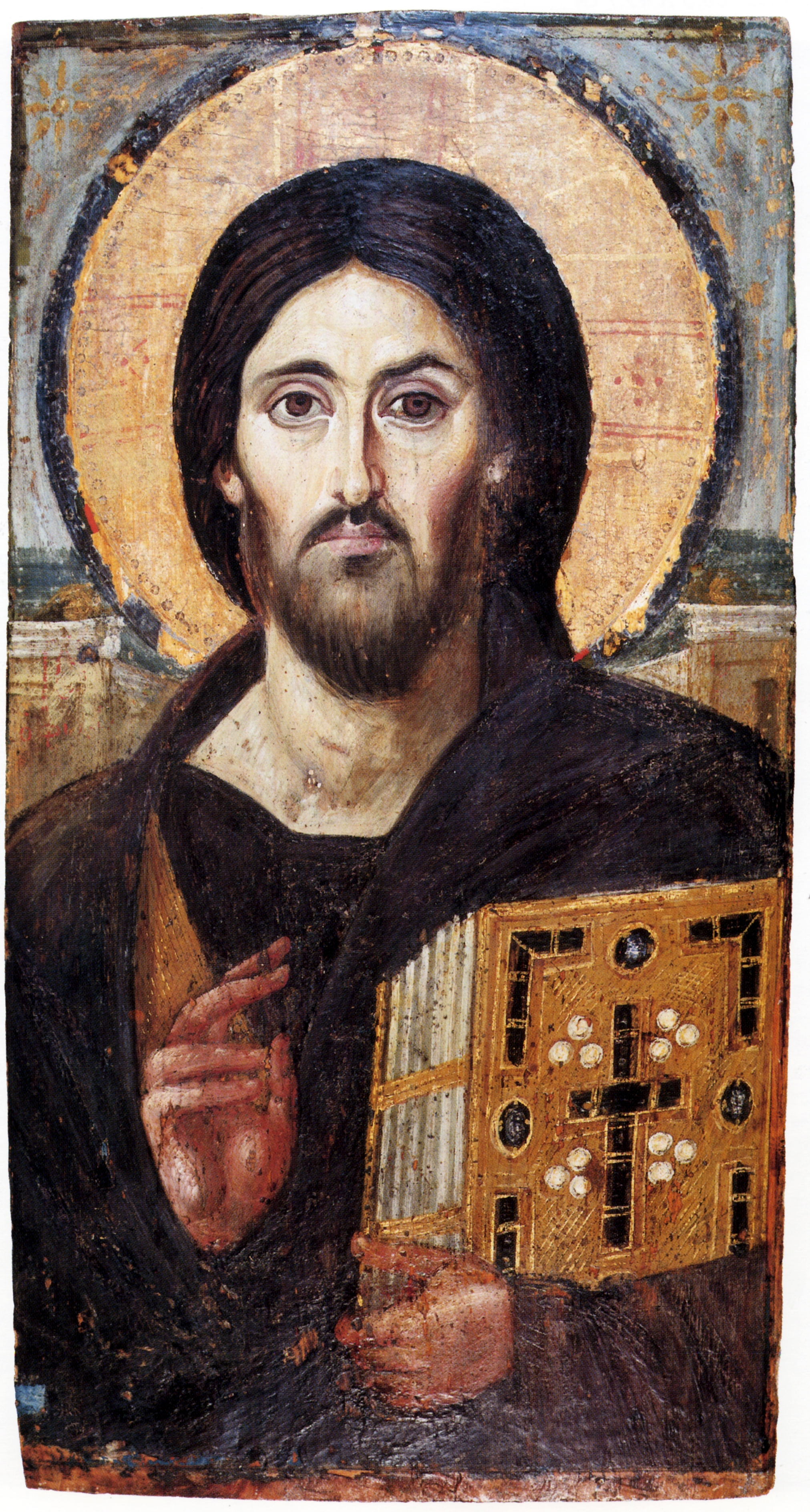
Chrystus Pantokrator, ikona z klasztoru św. Katarzyny na górze Synaj, VI–VII wiek

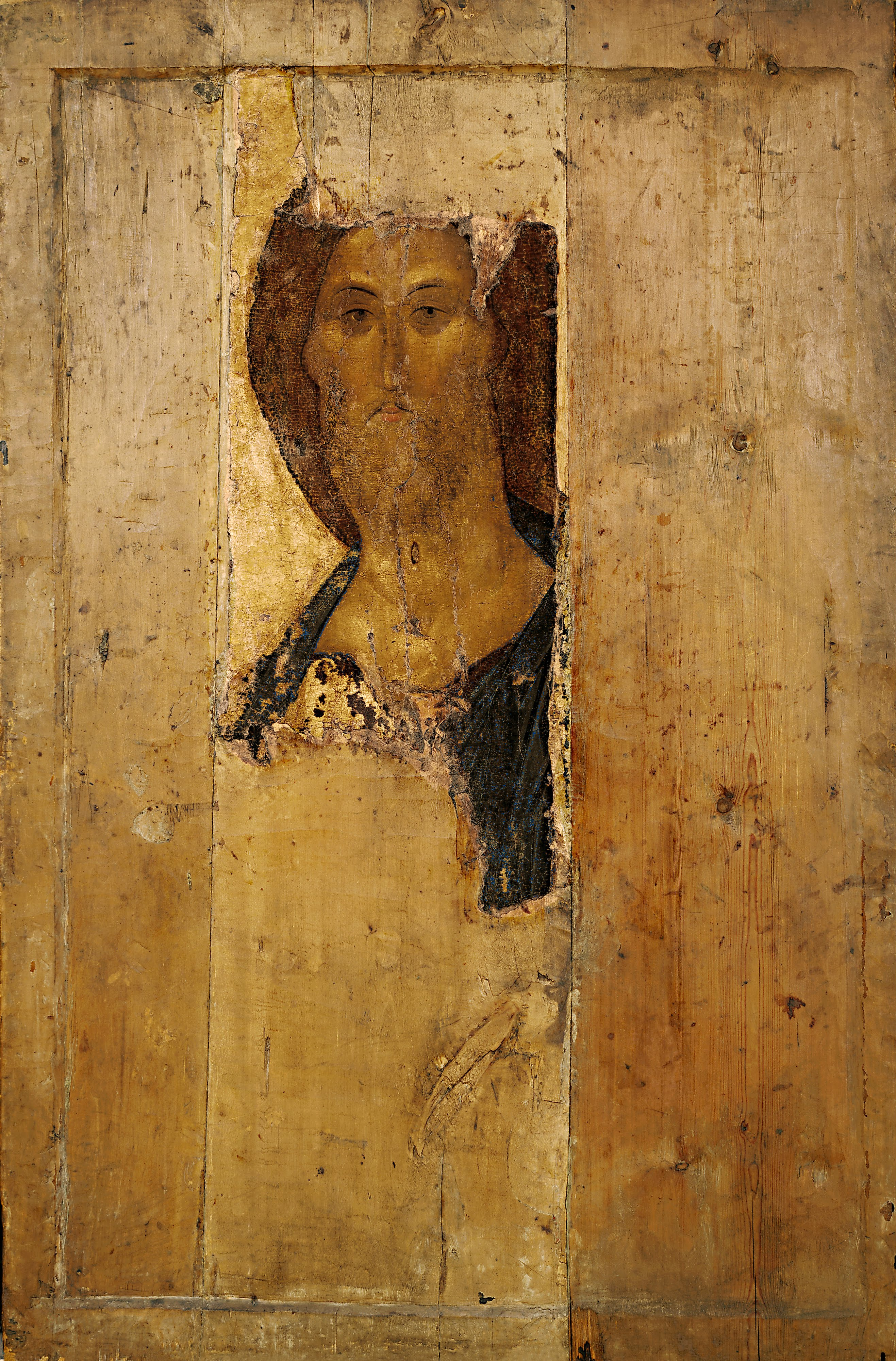
Spas Zwienigrodzkij, ikona Chrystusa-Zbawiciela autorstwa Andrieja Rublowa, pocz. XV w. Została wyrzucona z cerkwi w czasie ateistycznej Rewolucji październikowej. Znaleziona w 1918 r. przypadkiem przez konserwatora zabytków w stodole, nieopodal uspienskiego soboru w Zwienigorodzie, k. Moskwy.

Chrystologia – jeden z działów teologii zajmujący się refleksją nad osobą Jezusa Chrystusa w świetle wiary chrześcijańskiej.

## Metodologia

### Podejścia metodologiczne
Istnieją różne podejścia metodologiczne do badań nad poznaniem Jezusa, jego osoby, życia i misji. Papieska Komisja Biblijna w swej wypowiedzi na temat chrystologii z 1984 r. spróbowała zrobić możliwie wyczerpujące zestawienie aspektów i dróg refleksji chrystologicznej. Dokument skategoryzował te metodologie w jedenastu grupach:
1. "klasyczne" lub tradycyjne podejście teologiczne
2. podejście spekulatywne typu krytycznego. Według tego nurtu, metody stosowane przez krytykę biblijną należy odnieść nie tylko do dzieł Ojców Kościoła i teologów średniowiecza, ale także do orzeczeń dogmatycznych soborów powszechnych – by je zreinterpretować w świetle kontekstu historycznego i kulturalnego.
3. podejście historyczne
4. ujęcie historii religii. Studia porównawcze religii doznały ogromnego rozwoju w XIX w. Na początku XX w. niemiecka Religionsgeschichtliche Schule (szkoła historii religii) postrzegała Jezusa jako Żyda żyjącego w świecie hellenistycznym, całkowicie przesiąkniętym synkretyzmem i gnozą, które uwarunkowały powstanie chrześcijaństwa. Rudolf Bultmann zaadaptował założenie o synkretyzmie do analizy języka chrystologicznego w Nowym Testamencie. Według zdania Komisji, założenie to ogałaca chrystologię z jej najistotniejszych elementów.
5. ujęcie przez pryzmat judaizmu. Widoczne w słowniku  Stracka-Billerbecka, w badaniach J. Bonsirvena czy – bezpośrednio odnoszących się do Jezusa – m.in. takich autorów jak J. Klausner, Martin Buber, J.G. Montefiore, S. ben Chorin, D. Flusser, G. Vermes.
6. ujęcie od strony historii zbawienia. Termin Heilsgeschichte został ukuty w XIX w. przez teologów protestanckich (np. J.T. Beck, J.C.K. von Hoffmann), jako alternatywa dla refleksji nad historią inspirowaną twórczością Hegla. Jest paralelny do patrystycznego pojęcia ekonomia zbawienia. Teologom tym chodziło o odczytanie wydarzeń, przez które Bóg interweniował w historię, kierując ją ku jej wypełnieniu. Studiując tytuły Chrystusa, O. Cullmann wypracował chrystologię "funkcjonalną", dystansującą się od metafizyki (chrystologie "ontologiczne"). Badał tytuły używane przez samego Jezusa, tytuły opisujące to, co czyni on teraz w Kościele, oraz tytuły dotyczące jego "zadania eschatologicznego". W tym ujęciu soteriologia staje się częścią chrystologii. Inni autorzy nawiązujący do historii zbawienia to m.in. W. Pannenberg i J. Moltmann.
7. podejście od strony antropologii filozoficznej i ludzkiego doświadczenia. Można je odnaleźć np. w pracach Teilharda de Chardin oraz Karla Rahnera, Hansa Künga oraz Edwarda Schillebeeckxa
8. interpretacja "egzystencjalistyczna" Jezusa Chrystusa, której najbardziej wyrazistym przedstawicielem był Rudolf Bultmann.
9. podejście od strony zagadnień społecznych (por. teologia wyzwolenia)
10. Studia systematyczne chrystologii nowego rodzaju jako studium teologalnego objawienia Boga (np. Karl Barth, Hans Urs von Balthasar).
11. Chrystologia „odgórna” (zstępująca) i „oddolna” (wstępująca)

Chrystologie oddolne jako punkt wyjścia przyjmują „historycznego Jezusa”, zajmują się bardziej tytułami Jezusa typu funkcjonalnego, dotyczącymi jego misji zbawczej. Można je określić jako chrystologie funkcjonalne, rozwijali je np. Rudolf Bultmann i Paul Tillich. Chrystologie odgórne skupiają się na relacji Jezusa do Ojca. Cechuje je bardziej podejście ontologiczne, refleksja nad istotą osoby Jezusa, łączącej w sobie dwie natury etc. Stąd można je nazwać chrystologiami ontologicznymi. Jak zauważył Gerald O'Collins, klasyczna zasada agere sequitur esse (charakter działania wynika z charakteru bytowania) sugeruje, że oba te podejścia są komplementarne i nie da się prowadzić refleksji chrystologicznej jednego typu, pomijając całkowicie drugi. Wielu współczesnych uczonych łączy te dwa aspekty. W badaniach nad Nowym Testamentem, wychodzą z przekonania, że chrystologia zawarta implicite, ukryta w słowach Jezusa i jego ludzkim doświadczeniu nie jest obca wobec różnych chrystologii, które istnieją explicite, jawnie w tekstach nowo testamentalnych – przeciwnie znajduje w nich swą ciągłość i pogłębienie. Wśród autorów tych są: L. Bouyer, R. Fuller, C. F. D. Moule, I. H. Marshall, B. Rey, Chr. Duquoc, W. Kasper, M. Hengel, J. D. G. Dunn, i in..

### Historiografia a historia zbawienia
Według Battisty Mondin, istotnym problemem chrystologii współczesnej jest odnalezienie właściwej gnoseologii, adekwatnej metody poznawczej. Sposób poznania da rozwiązanie konfliktu, który wysuwa się dziś na pierwszy plan – napięcia między historią zbawienia a historiografią świecką:

Ale jak rozwiązać żmudny problem wypracowania gnoseologii zdolnej zaspokoić wymogi chrystologii? Mierząc się z tym problemem, należy wziąć pod uwagę specyfikę tej problematyki – problematyki, która nie tyle dotyczy metafizyki, ile historii. Chrystologiczny problem nie odnosi się tak bardzo do problemów relacji między naturą i nadprzyrodzonością, między człowiekiem a Bogiem, między wiarą a rozumem, między tym, co immanentne a tym, co transcendentne (problemy, które istnieją bez wątpienia i które „teologia śmierci” w żywy sposób podkreśliła, nawet jeśli je rozwiązała w sposób wadliwy) – problem ten zwraca się szczególnie ku relacji między światową, świecką historią a historią zbawienia, między wiarą a historiografią.

Również Benedykt XVI, omawiając metodę swej pracy nad książką Jezus z Nazaretu, wyraził przekonanie, że metoda historyczno-krytyczna jest jednym z podstawowych wymiarów egzegezy, jest też konieczna ze względu na historyczny charakter i strukturę wiary chrześcijańskiej, związanej z wydarzeniem, jakim jest osoba Jezusa. Jednak z punktu widzenia teologii, która dostrzega w tekstach biblijnych Pismo święte w  jego całokształcie jako jedność i rozpoznaje jego natchnienie przez Boga, metoda ta musi być uzupełniona innymi narzędziami interpretacyjnymi. Precyzja metody historycznej w wyjaśnieniu przeszłości biblijnej stanowi zarówno jej siłę, jak i ograniczenie. Stara się bowiem poznać i zrozumieć w najbardziej precyzyjny sposób przeszłość – taką jaką była sama w sobie. Bada to, co autor w świetle całokształtu swej refleksji i wydarzeń stanowiących jej tło chciał wyrazić. Jednak, by pozostać wierną samej sobie, metoda historyczna musi pozostawić słowo Biblii w przeszłości. Może wskazywać punkty styczne z teraźniejszością czy zastosowania w teraźniejszości, ale nie może sprawić, by uobecniały się w typowym dla duchowości biblijnej „dzisiaj”, gdyż wykroczyłaby poza swoje kompetencje. Innym ograniczeniem jest to, że traktuje słowo biblijne, przede wszystkim jako słowo ludzkie. Patrząc na poszczególne księgi Pisma świętego w ich historycznym momencie i analizując ich różne warstwy według źródeł, nie jest w stanie dostrzec jedności wszystkich tych pism jako Biblii. Jedność ta bowiem wymyka się badaniom czysto historycznym.

## Źródła i rozwój
W pierwszym tysiącleciu chrześcijaństwa rozwój chrystologii –  można ją dostrzec już w Kościele czasów apostolskich, a więc w Nowym Testamencie – wyznaczało pojawienie się poglądów, które były uznane za herezję przez zmysł wiary Kościoła, potwierdzony przez Magisterium Kościoła, tzn. Sobory i biskupów zjednoczonych, zwłaszcza w pierwszym millenium, z następcą św. Piotra. Wśród ważniejszych dla chrystologii Soborów były: Sobór nicejski I (325 r.), Sobór konstantynopolitański I (381 r.), Sobór efeski (431 r.), Sobór Chalcedoński (451 r.) i Sobór konstantynopolitański III (680-681 r.). W związku z historycznym wyodrębnieniem się różnych odłamów chrześcijaństwa, można mówić też o pewnej specyfice chrystologii zależnej od denominacji: katolickiej, prawosławnej, a w drugim tysiącleciu luterańskiej i innych wspólnot i związków wyznaniowych. Chrystologia bywa też uwarunkowana kulturowo, stąd mówi się czasem np. o chrystologii afrykańskiej, czy chrystologii chińskiej lub azjatyckiej.

### Trzy źródła chrystologii
W ujęciu Christopha Schönborna OP, kwestia źródeł i historii korzystania z nich wygląda następująco. Chrystologia, poszukiwanie poznania Jezusa Chrystusa od początku miała do dyspozycji trzy podstawowe punkty odniesienia, które autor nazywa filarami:
1. Pismo święte
2. Tradycja
3. doświadczenie wierzących.

Pierwsze dwie rzeczywistości są ze sobą ściśle związane, gdyż Nowy Testament, jest „przebraną, uporządkowaną, «przefiltrowaną»” Tradycją, zwłaszcza Ewangelie są spisanymi kościelnymi „tradycjami o Jezusie, o Jego słowach i czynach”. Jest to podstawowe źródło wiedzy o Jezusie, ponieważ – poza nielicznymi krótkimi wzmiankami u Pliniusza, Tacyta lub w pismach żydowskich – praktycznie cała wiedza o Jezusie pochodzi właśnie z Ewangelii. Do tych dwóch źródeł dołącza się jeszcze trzecie: „doświadczenie jednostki, ale także wspólne doświadczenia jakiegoś ludu, należą do historii wiary, a w konsekwencji do chrystologii”.

### Stopniowe zakwestionowanie źródeł
Stopniowe podważanie wiarygodności źródeł wiąże się z czasami nowożytnymi.
Reformacja głosiła bezpośrednie sięgnięcie do Biblii, by powrócić do tego co pierwotne, gdyż uznała, że Rzym, papiestwo i Kościół katolicki, uosabiające Tradycję zafałszowały przekaz o Jezusie. Głoszono zasadę Sola Scriptura. Odtąd autorytetem, do którego należało się odnosić w interpretacji trudnych, czasem sprzecznych miejsc w Biblii nie była już Tradycja i przekazywana przez nią analogia wiary. Autorytetem stało się wyłącznie osobiste doświadczenie wierzącego. Jak wykazał Gerhard Ebeling, Marcin Luter dwa źródła, Biblię i doświadczenie, przeciwstawił trzeciemu – Tradycji. Posłużył się nimi, by polemizować z mistrzami teologii, z Tradycją i teologią szkolną.
Z biegiem rozwoju myśli europejskiej doszło do zakwestionowania także autorytetu Pisma świętego, a następnie także doświadczenia religijnego. W epoce oświecenia doszła do głosu radykalna historyczna krytyka Biblii, która od czasów Hermanna Samuela Reimarusa (zm. 1768) zaczęła traktować Pismo święte z taką samą nieufnością, co reformacja katolicką Tradycję. W wyniku radykalnego podważenia historycznej wiarygodności pism biblijnych, w teologii Friedricha Schleiermachera (zm. 1872) i Rudolfa Bultmanna (zm. 1974) ważne było już tylko trzecie źródło: doświadczenie. Dla Bultmanna liczyło się przede wszystkim egzystencjalne „dotknięcie” (niem. Betroffenheit). Wraz z refleksją Ludwiga Feuerbacha (zm. 1872), a potem Zygmunta Freuda, i rozwojem psychologii także samo doświadczenie wiary, doświadczenie religijne stało się problematyczne. Zaczęło być ono postrzegane jako projekcja ludzkich potrzeb, swego rodzaju złudzenia, projekcje, pod którymi kryją się, tak naprawdę, tajemne pragnienia człowieka.
Do problemów związanych z kwestionowaniem podstawowych źródeł chrystologii dołączył kryzys wywołany rozwojem nauk przyrodniczych, który zakwestionował antropocentryczną wizję wszechświata i postulował konflikt między wiarą i rozumem. Przestano dostrzegać we wszechświecie działania Boga. Do kryzysu nauk przyrodniczych, dołączył się kryzys nauk historycznych, które postrzegały dzieje ludzkości jako toczące się przypadkowo, oraz kryzys egzystencjalny, który wobec stanu świata, cierpienia i wojen wyrażał się zwątpieniem w prawdziwość chrześcijańskiej wizji pełni czasów, które nastały wraz z Chrystusem.

### Chrystologia w okresie po-krytycznym
Według Christopha Schönborna OP, współcześnie refleksja chrystologiczna, znajdująca się w okresie „po-krytycznym”, może być z powodzeniem prowadzona na nowo, dzięki temu, że obserwuje się „fakt rzeczywistego i skutecznego opierania się, pomimo wszystko, postaci Jezusa” wobec kolejnych kryzysów. Za mocny punkt wyjścia może posłużyć przesłanie płynące ze spotkania Chrystusa przez Pawła z Tarsu, oraz doświadczenie pierwszych chrześcijan, zapisane w przed-Pawłowym hymnie chrześcijańskim z Listu do Filipian 2, 6-11. Znajduje się w nim wyznanie, że na imię Jezusa „zegnie się każde kolano” wyznając, że „Jezus Chrystus jest PANEM”. Jest ono niejako zalążkiem całej późniejszej chrystologii. Dojrzałość chrystologii tego hymnu jest trudna do wytłumaczenia. Jak stwierdził M. Hengel, „w odstępie czasu mniejszym od dwóch dziesięcioleci chrystologia znacznie więcej osiągnęła niż w następnych siedmiu wiekach aż do całkowitego wykończenia dogmatu Kościoła starożytnego”. Przekonujące wytłumaczenie – według Schönborna – może być tylko takie, że „to, co gmina pierwotna tuż po Wielkanocy myślała i przyjmowała o Jezusie, musiało mieć swą podstawę w samym Jezusie. Taki tekst, jak hymn z Listu do Filipian, możliwy jest do pomyślenia tylko pod warunkiem, że sam Jezus dał mu swoim działaniem i słowem odpowiednią podstawę i przesłankę”.

## Podstawowe zagadnienia

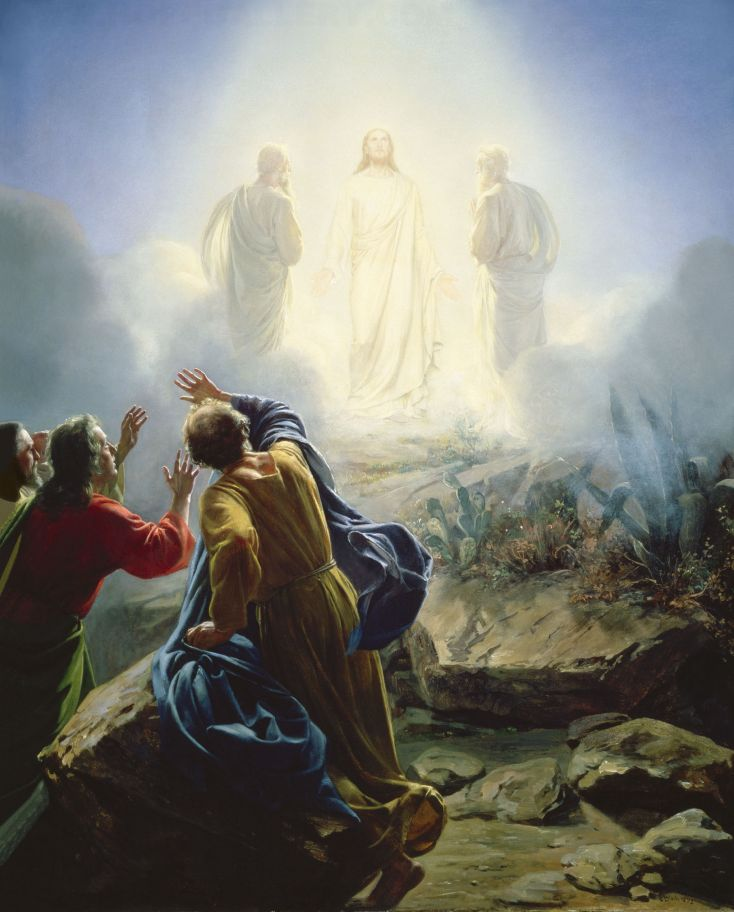
Przemienienie Pańskie to moment w życiu Jezusa, gdy ukazał On apostołom swą boską naturę

Według Geralda O'Collinsa SJ centralnym tematem chrystologii jest Misterium paschalne. W swym podręczniku chrystologii autor rozumował następująco. Konstytucja Soboru o Objawieniu Bożym Dei Verbum (DV) stwierdziła, że Objawienie, które dokonało się w życiu i działalności Jezusa, wyraziło się najpełniej w misterium paschalnym. Chrystus „zwłaszcza zaś przez śmierć swoją i pełne chwały zmartwychwstanie, a wreszcie przez zesłanie Ducha prawdy, objawienie doprowadził do końca i do doskonałości” (DV 4). Ze względu na to, że Objawienie i historia zbawienia są ze sobą ściśle zespolone (por. DV 2) – argumentował O'Collins – „tajemnica paschalna stanowi jednocześnie punkt kulminacyjny zbawczej i objawieniowej komunikacji Boga w Chrystusie. Dlatego też zmartwychwstanie ukrzyżowanego Jezusa winno być kluczem interpretacyjnym chrystologii”.
Christoph Schönborn OP oraz Joseph Ratzinger w swych pracach podeszli z rezerwą do tendencji nowszych chrystologii, które przyjmują jako punkt początkowy wydarzenie zmartwychwstania, aby następnie rozwinąć problematykę w dwóch kierunkach: wstecz, rozwijając refleksję nad drogą Jezusa do Wielkanocy, oraz do przodu, analizując wydarzenia po-wielkanocne. Według nich jest to reakcja na pewne lekceważenie zmartwychwstania ze strony ujęć teologii scholastycznej, koncentrującej się na Wcieleniu (por. nazwa traktatu De Verbo Incarnato – O Słowie Wcielonym). Autorzy ci zwracają uwagę, że oba wydarzenia są dla chrystologii centralne: wcielenie i zmartwychwstanie. Są one komplementarne, podobnie jak w liturgii uzupełniają się Święto Bożego Narodzenia i Święta Wielkanocne. Tak też podchodziła do zagadnień chrystologicznych Tradycja i Pismo święte. Jedność między tymi dwoma wydarzeniami jest widoczna we wszystkich najwcześniejszych wyznaniach wiary:
1. posłanie przez Ojca
2. wcielenie
3. życie ziemskie
4. męka, krzyż i zmartwychwstanie (misterium paschalne)
5. uwielbienie Jezusa

Tak przedstawia to Skład Apostolski oraz w sposób bardziej obszerny symbol nicejsko-konstantynopolitański. Również Meliton z Sardes (II w.) w swej Homilii paschalnej mówił:

On przyszedł z nieba na ziemię dla dobra człowieka, cierpiał, biorąc na siebie jego przewinienia (nr 66). (...) On wcielił się w łonie Dziewicy; On zawisł na drzewie, został pogrzebany, zmartwychwstał i wstąpił na niebiosa (nr. 70)

Na poparcie takiego ujęcia podstawowych zagadnień chrystologii Christoph Schönborn OP przytoczył też świadectwa Nowego Testamentu. Święty Paweł w wielu tekstach łączy oba wydarzenia, np. w Liście do Rzymian, napisał: „On to zesłał Syna swego w ciele podobnym do ciała grzesznego i dla [usunięcia] grzechu wydał w tym ciele wyrok potępiający grzech”, podobnie Rz 8,31-32: „Jeśli Bóg z nami  (Emmanuel)...On, który nawet własnego Syna nie oszczędził...”, Ga 4,4 czy hymn z Listu do Filipian 2,6-11. Wcielenie i odkupienie stanowią także jedność w tekstach Ewangelii Janowej, np. J 3,16-17 oraz w Ewangeliach synoptycznych, szczególnie w przypowieści o pracownikach w winnicy, gdzie Jezus jest świadomy swej misji otrzymanej od Ojca (Mk 12,1-12 i ewangelie paralelne). Również początek listu do Hebrajczyków, streszczający „chrystologiczne myślenie pierwotnego Kościoła” wpisuje się w ten zakres zagadnień. Mówi on o preegzystencji Chrystusa i jego uczestnictwie w stwarzaniu świata (Hbr 1,1-2, por. J 1,1.14). Chrystologia winna zaczynać od faktu, że „Bóg zesłał syna swego” (Rz 8,3; Ga 4,4) i dalej kontynuować refleksję nad tajemnicami życia i misji Chrystusa według porządku historiozbawczego.

## Wybrane zagadnienie szczegółowe

### Dziewicze poczęcie
Jezus został poczęty przez Maryję w sposób dziewiczy, bez udziału mężczyzny. Chrześcijanie wierzą, że wcielenie Chrystusa nastąpiło dzięki działaniu Ducha Świętego.

### Unia hipostatyczna
Zgodnie z nauką większości chrześcijan Jezus posiada dwie natury: ludzką i boską, w jednej osobie. Dobrze wyraża to symbol atanazjański z V w.:

[Jezus to] Bóg doskonały, człowiek doskonały z duszy rozumnej i ciała ludzkiego złożony.
Równy Ojcu wedle Bóstwa: niższy od Ojca wedle ludzkiej natury.
Który chociaż Bogiem jest i człowiekiem: nie dwóch jednak lecz jeden jest Chrystus.
Jeden zaś nie przez przemianę Bóstwa w ciało: lecz przez przybranie ludzkiej natury do Bóstwa.
Jeden najzupełniej, nie przez zlanie się natur, lecz przez jedność osoby.
Albowiem jak dusza rozumna i ciało jeden jest człowiek, tak Bóg i człowiek jeden jest Chrystus.

## Herezje chrystologiczne
Chrystologie uznane m.in. przez katolicyzm i większość innych wyznań chrześcijańskich jako błędne czyli herezje to: doketyzm, emanacjonizm, subordynacjonizm, modalizm, adopcjonizm, apolinaryzm, arianizm, nestorianizm, monoenergizm, monofizytyzm, monoteletyzm.

## Uwaga
1. ↑  Pogląd nieuznawany przez chrześcijan z nurtu antytrynitarskiego.